# Jean-Pierre Duval (photographe)
Pour les articles homonymes, voir Jean-Pierre Duval et Duval.
Jean-Pierre Duval, né le 9 février 1963 est un photographe et réalisateur de documentaires français, spécialisé dans la photographie culinaire, les voyages, les arbres, l'écologie et dans les reportages sur le monde maritime.

## Biographie
Il a également été directeur stratégique (2011-2013) de la maison d'éditions du bureau d'études Biotope, qui publie des ouvrages sur la faune, la flore et les milieux naturels, dont les plus connus appartiennent à la collection Parthénope (coéditée en partie avec le Muséum National d’Histoire Naturelle), avant de créer sa propre maison d'édition et de production de films documentaires : l'Agence MUSEO. Elle édite des livres, produit et distribue des films et crée des expositions sur les thèmes de la biodiversité, de la diversité culturelle et de la transition écologique.
En 1983, il publie son premier album photographique sur la République démocratique populaire du Yémen (Yémen du Sud) aux éditions Delroisse qui sera publié en langue française, arabe et anglaise. En 1987, il crée la maison d'édition Romain Pages Éditions (mise en liquidation en 2013). 
Il est l'auteur de plus d’une centaine d’ouvrages publiés par les éditions Hachette, Dakota éditions, Romain Pages Éditions, France Loisirs, Delroisse, Waverley Books Ltd au Royaume-Uni et en Allemagne par ReiseArt. Et il a réalisé plusieurs films documentaires pour le cinéma.
Il est membre du Parlement de la Mer d'Occitanie, du comité directeur de la Société des explorateurs français, des chambres de commerce française en Irlande (Dublin) et en Suisse (Genève).

## Films réalisés
- Réalisateur

- 2019 « Les Arbres remarquables, un patrimoine à protéger », coréalisé avec Caroline Breton, Georges Feterman
- 2020 « Arbres et forêts remarquables, un univers à explorer », coréalisé avec Georges Feterman
- 2020 « La France à vélo », coréalisé avec Caroline Breton
- 2020 « La Puissance de l’arbre » , coréalisé avec Ernst Zürcher et Anna Duval
- 2021 « Pacifique, à la rencontre du Costa Rica », coréalisé avec Caroline Breton, Ernst Zürcher, Franco Gamarra
- 2023 « Le Québec à Vélo, à la rencontre des acteurs de la transition écologique »
- 2024 « La France à Vélo, à la rencontre des acteurs de la transition écologique »

## Ouvrages publiés (liste à compléter)
- Auteur et photographe
  - Liqueurs et sirops, coll. « Fait maison », Romain Pages Éditions
  - Marin-pêcheur, Romain Pages Éditions
  - Marin-pêcheur, France Loisirs
  - Marins-pêcheurs de France, Romain Pages Éditions
  - Les Hommes de Mer, MUSEO éditions
  - L'Irlande sauvage, MUSEO éditions
  - Agriculteurs, Romain Pages Éditions
  - Agriculteurs de France, France Loisirs
  - Budapest, ville d'eaux, Dakota éditions

- Photographe : Jean-Pierre Duval est photographe d'une grande partie du catalogue de la maison d'édition qu'il a créée :
  - Toute la collection « Fait maison » (excepté Cuisine au sirop), Romain Pages Éditions
  - Toute la collection « Voyage culinaire » (Japon, Provence, Italie), Romain Pages Éditions, Sommières
  - Toute la collection « L'Atelier d'Yvan » (avec Valentin Duval), Romain Pages Éditions, Sommières
  - Toute la collection « Carnet de cuisine », Romain Pages Éditions, Sommières
  - L'Irlande des poètes, MUSEO éditions
  - Tourisme In Democratic Yemen, éditions Delroisse (1983)

## Expositions réalisées
- "Marins-pêcheurs" : 25-27 octobre 2007 : ITECH’MER Lorient
- "Marins-pêcheurs" : 3èmes Assises de l’Économie Maritime et du Littoral, Palais du Pharo, Marseille
- "Marins-pêcheurs" : Exposition grand public du 26 mars au 18 juin 2008 au Musée de la Pêche de Concarneau
- "Marins-pêcheurs" : Exposition permanente inaugurée le 23 janvier 2008 à l’Établissement national des invalides de la marine
- "Marins-pêcheurs" : Exposition dans l’ancienne gare maritime de Sète en collaboration avec le Cépralmar et le Conseil régional du Languedoc-Roussillon du 8 juillet au 8 août 2008
- "Marins-pêcheurs" : France Loisirs, (123 bd de Grenelle, 75015, Paris) accueille l’exposition au sein de leur siège social du 2 septembre au 9 octobre
- "Marins-pêcheurs" : 2008 : Exposition itinérante dans les agences régionales du Crédit Maritimes
- "Marins-pêcheurs" : 2009 : Participation au projet Nausicaa (expositions itinérantes en France et Europe)
- "Marins-pêcheurs" : 1er et 2 décembre 2009 à Brest, expositions lors des 5èmes Assises de l'Économie Maritime et du Littoral, au Quartz et sur le Jeanne d'Arc
- "Marins-pêcheurs" : 22 au 26 octobre 2012, Salon Euronaval au Bourget
- "Marins-pêcheurs" : 5-7 février 2013, Salon Euromaritime à Paris (Parc des Expositions)
- "Marins-pêcheurs" : Exposition « 50 ans de Guy Cotten » à Concarneau, avrili à juillet 2014
- « Les Hommes de mer » à la Chapelle des Pénitents bleus à La Ciotat, 24 mars au 9 avril 2017
- « L’Irlande des poètes », Paris, Centre Culturel Irlandais - mai -juin-juillet 2017
- “Irlande des poètes“: au Guilvinec, 2018
- “Irlande des poètes“: Médiathèque Nevers, 19 janvier au 13 avril 2018
- “Irlande des poètes“: La Celle-Saint-Cloud, 14 nov. au 15 décembre 2019
- “Irlande des poètes“: Le Printemps des Poètes, Issy-les-Moulineaux, 9 au 29 mars 2019
- “Irlande des poètes“: Bibliothèque académique de la Rochelle, 10 décembre 2019 au 20 janvier 2020
- “Irlande des poètes“: Ville de Grenay, 20-21 mars 2021,

## Prix et récompenses
- 2022
  - Prix Théodore Monod remis par l'Institut Européen de l'Ecologie pour le film « Pacifique, à la rencontre du Costa Rica »
- 2010
  - Grand Prix de l’Académie nationale de cuisine avec les félicitations unanimes du Jury, catégorie « Cuisine » : Bretagne, pêche et culture marines par Olivier Bellin, photographe Jean-Pierre Duval.
  - Prix de l’Académie nationale de cuisine, catégorie « Pâtisserie » Je fais mes barres chocolatées par Anne Deblois, photographe Jean-Pierre Duval.
  - Mention spéciale du jury du Grand Prix de l’Académie nationale de cuisine, catégorie « cuisine » : Petits-déjeuners vitaminés ! par Anne Deblois, photographe Jean-Pierre Duval.

- 2009
  - Prix du Gourmet Breton, prix des lecteurs, pour Écailles & Coquilles d’Olivier Bellin, photographes Valentin Duval et Jean-Pierre Duval.
  - Prix beau-livre de l’Académie de marine pour Marin-pêcheur de Jean-Pierre Duval.
  - Prix Place de Fontenoy 2009 décerné par l’Association amicale des administrateurs des affaires maritimes pour Marin-pêcheur de Jean-Pierre Duval.

- 2008
  - Prix de la 7e édition du livre du nautic (Salon Nautique de Paris) pour Marin-pêcheur de Jean-Pierre Duval.
  - Grand Prix de l’Académie nationale de cuisine avec les félicitations unanimes du Jury, catégorie "Cuisine des Chefs" : Écailles & Coquilles d’Olivier Bellin, photographes Valentin Duval et Jean-Pierre Duval.
  - Mention spéciale du jury, catégorie "Cuisine des chefs" : Le four, collection "Autour du monde avec des chefs", photographes Valentin Duval et Jean-Pierre Duval.
  - Meilleur livre de cuisine au monde aux World Cookbook Awards, Londres, pour Jus de fruits et légumes, cuisine à la centrifugeuse de Yvan Cadiou, photographes Valentin Duval et Jean-Pierre Duval.

- 2007
  - Prix Gourmand France, meilleur livre de chef pour Saveur blé noir en Finistère d’Olivier Bellin, photographe Jean-Pierre Duval.
  - 1er prix aux World Cookbook Awards (Londres, Angleterre) en 2008 pour Jus de fruits et légumes, cuisine à la centrifugeuse (Romain Pages Éditions, 2007, photographes Valentin Duval et Jean-Pierre Duval).

- 2005
  - 2e prix aux World Cookbook Awards (Stockholm, Suède) en 2005 pour Mon Jardin Gourmand (Romain Pages Éditions, 2004), photographe Jean-Pierre Duval.

- 2001
  - Grand prix de l’Académie nationale de cuisine en 2001 pour Cocktails et amuse-bouche (Romain Pages Éditions, 2001), photographe Jean-Pierre Duval.